# Gabriel Alonso
Gabriel Alonso Aristiaguirre (Hondarribia, 9 de novembro de 1923 - 19 de novembro de 1996) foi um futebolista espanhol.

## Carreira
Gabriel Alonso fez parte do elenco da Seleção Espanhola de Futebol da Copa do Mundo de 1950. Ele não atuou.